# Jermain Taylor
Jermain Taylor (Little Rock, 11 augustus 1978) is een Amerikaans bokser in het middengewicht, bijgenaamd Bad Intentions.
Op 27 januari 2001 begon hij met profboksen en zijn eerste wedstrijd bokste hij tegen Chris Walsh; Taylor won op technisch k.o. in de vierde ronde. Op 8 augustus 2003 veroverde hij de WBC Continental Americas titel in het middengewicht door Alfredo Cuevas na twaalf ronden te verslaan. Hij verdedigde deze titel drie keer tegen Alex Bunema, Raul Marquez en William Joppy; hij won de eerste en de tweede keer op technisch k.o. in de zevende ronde en de negende ronde. De laatste keer won hij door een beslissing na twaalf ronden.
Op 17 juli 2005 werd hij de onbetwiste wereldkampioen middengewicht. Dit deed hij door titelverdediger Bernard Hopkins te verslaan na twaalf ronden.